# أن جاي سونغ
أن جاي سونغ (ولد في 28 مايو 1985) هو لاعب كرة مضرب كوري جنوبي متقاعد.
في مسيرته الرياضية في رابطة محترفي التنس وصل على مستوى الفردي إلى المركز 289 في 14 أبريل 2008. كما وصل في مستوى الزوجي إلى المركز 454 في 18 أغسطس 2008.